# TrkB
TrkB（脳由来神経栄養因子受容体）は、神経栄養因子（neurotrophin, ニューロトロフィン）受容体の一つである。

## Trk受容体ファミリー
ニューロトロフィンは、神経成長因子（NGF）関連遺伝子ファミリーの総称であり、現在、NGF、BDNF（脳由来神経栄養因子）、NT-3、NT-4/5が知られている。一方、ニューロトロフィンの受容体には、低親和性受容体（p75）と高親和性受容体（trk）が同定されている。Trkもまたファミリーを形成しており、NGFの受容体であるTrkA、BDNFとNT-4/5の受容体であるTrkB、NT-3受容体であるTrkCの3種類が存在する。p75とTrkは相互作用することが知られているが、様々な相互作用モデルが提唱されており、今後の研究がまたれるところである。

## TrkBの機能

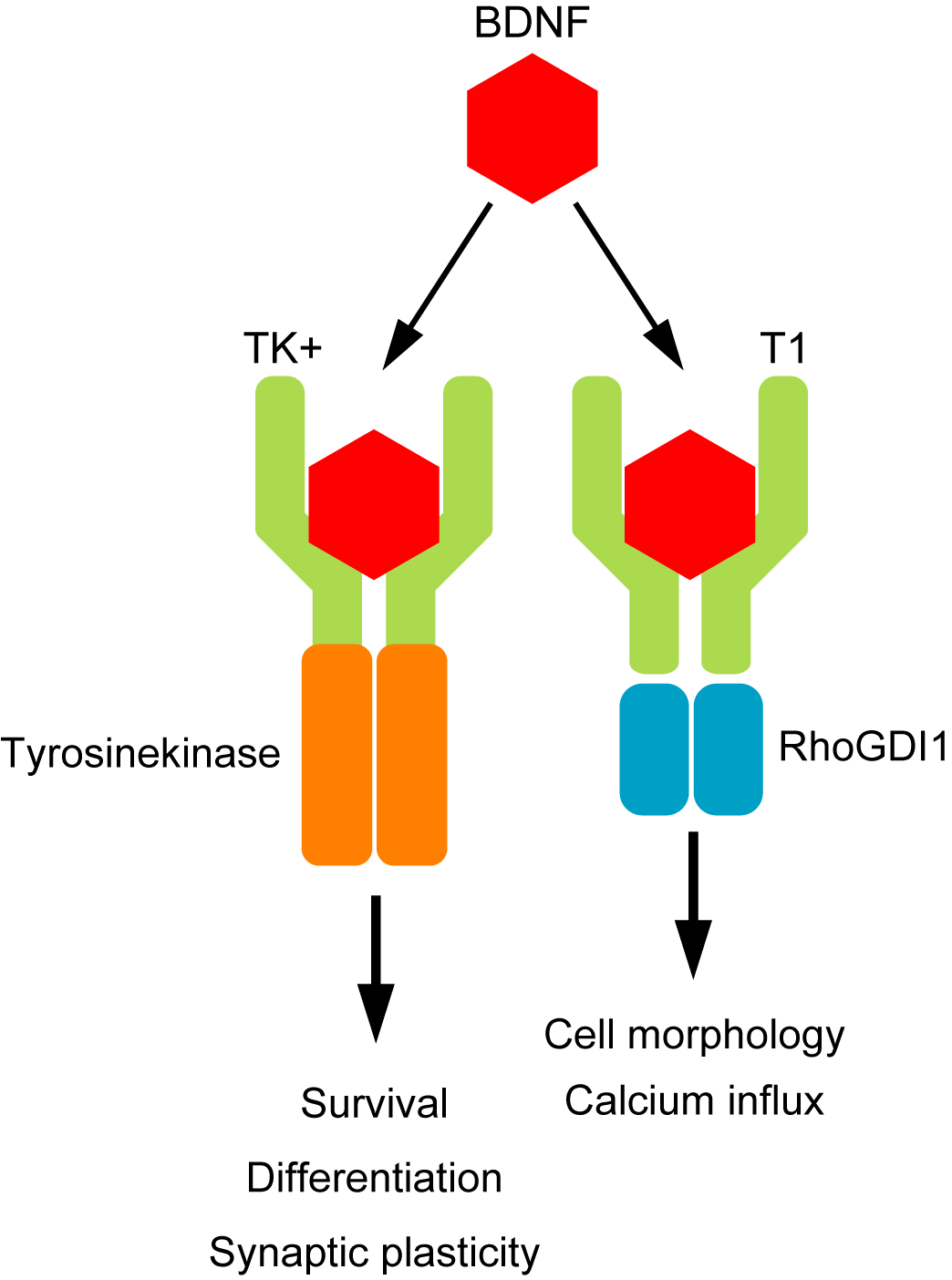
TrkBシグナリングと機能

TrkBには、オールタナティブスプライシングにより2種類のサブタイプができてくる。一つは、細胞内にチロシンキナーゼをもつTrkB-TK+ (TK+)、もう一つは、細胞内にチロシンキナーゼを欠いたTrkB-T1 (T1)である。TK+は、リガンドが結合すると、Ras-MAPK、PLC-γ、PI3Kなどを活性化させ、神経細胞の生存や分化といった生理的作用を発揮する。T1はチロシンキナーゼが無いことと、細胞内アミノ酸残基数がたった23しかないことなどにより、TK+のドミナントネガティブタイプであると考えられてきた。しかし、T1にも独自のシグナル伝達経路が存在し、細胞形態の制御や細胞内カルシウム濃度上昇に関与していることが明らかとなった。

## リガンド物質

### 作動薬
アゴニスト一覧
- 3,7-Dihydroxyflavone (7-Hydroxyflavonol)
- 3,7,8,2'-Tetrahydroxyflavone
- 4'-Dimethylamino-7,8-dihydroxyflavone[1]
- 7,3′-Dihydroxyflavone
- 7,8-Dihydroxyflavone (7,8-DHF)
- 7,8,2'-Trihydroxyflavone
- 7,8,3'-Trihydroxyflavone
- アミトリプチリン[2]
- BNN-20[3]
- 脳由来神経栄養因子 (BDNF)
- デオキシゲズニン（英語版）[4]
- セレギリン (デプレニル、英: Deprenyl)
- ジオスメチン
- DMAQ-B1
- HIOC
- LM22A-4
- ノルメラトニン (N-アセチルセロトニン)
- 神経栄養因子3（英語版） (NT-3)
- 神経栄養因子4（英語版） (NT-4)
- ノルウォゴニン
- R7 (7,8-DHFの前駆体薬物)
- TDP6

### 阻害薬
アンタゴニスト一覧
- ANA-12
- Cyclotraxin B
- ゴッシペチン

### その他
- デヒドロエピアンドロステロン (DHEA)[5][6]

## 参考論文
Klein R et al. (1990) The trkB tyrosine protein kinase gene codes for a second neurogenic receptor that lacks the catalytic kinase domain. Cell 61, 647-656.
  Squinto SP et al. (1991) trkB encodes a functional receptor for brain-derived neurotrophic factor and neurotrophin-3 but not nerve growth factor. Cell 65, 885-893.
  Ohira K et al. (2005) A truncated tropomyosin-related kinase B receptor, T1, regulates glial cell morphology via Rho GDP dissociation inhibitor 1. J Neurosci 25, 1343-1353.
  Rose CR et al. (2003) Truncated TrkB-T1 mediates neurotrophin-evoked calcium signalling in glia cells. Nature 426, 74-78.